# Praia de Camboinha
Camboinha é uma praia brasileira do município de Cabedelo, estado da Paraíba. Tem cerca de 3km de extensão de costa e divide-se em Camboinha I, II e III. A praia se localiza bem no centro–leste do município de Cabedelo, logo ao norte da praia do Poço, e o acesso é feito através da estrada de Cabedelo. É um dos bairros mais verticalizados de Cabedelo, apresentando muitos prédios de luxo. Muito frequentada por turistas de todas as partes, principalmente do interior do estado, o balneário tem muitas casas de veraneio.
Uma citação histórica da praia está no livro Roteiro da costa do Brasil do rio Mossoró ao rio S. Francisco do Norte:
Ao sul de Camboinha está o Poço e depois o pontal de Campinas; vê-se então a barra do riacho Jaguaripe, que fica a meia distância entre o Cabo Branco e a foz do Paraíba.
Etimologicamente, Camboinha significa «pequena camboa», que são lagoas salobras que se enchem na preamar e que também são denominadas de «maceiós».